# 十字门中央商务区
十字门中央商务区（英語：Shizimen Central Business District），位于广东省珠海市东南侧十字门水域附近，与澳门隔海相望，占地面积5.77平方公里，由磨刀门水道以北的湾仔片区及磨刀门水道以南的横琴片区组成，由珠海市营企业华发集团负责开发运营，首期项目于2010年6月28日正式动工。十字门中央商务区定位为“珠江西岸首个中央商务区”，目标是发展成为珠江西岸乃至粤港澳大湾区重要的高端产业基地及会展中心。
2023年6月27日，珠海市人民政府計劃升級為“十字門金融區”，分為“十字門”南北片區。位於珠海市陸域的“十字門金融區”北區在珠海鶴洲新區籌備組轄屬範圍內，與橫琴、澳門一水相隔，支撐東西城區快速連通，是橫琴出入珠海的必經之路，亦是橫琴、澳門連接中國大陸的重要通道。

## 建筑物

### 湾仔片区
- 珠海中心大厦
- 珠海国际会展中心
- 珠海华发喜来登酒店
- 华发·会展行政公寓
- 华发中演大剧院

### 横琴片区

#### 横琴金融岛
| 荣粤道   |                      |                      |                |                      |                      |              |          |
| 荣 粤 道 | 横琴湾广场           | 横琴国际金融中心大厦 | 十 字 门 大 道 | 横琴国际交易广场     | 横琴国际交易广场     |              | 荣 澳 道 |
| 荣 粤 道 |                      |                      | 十 字 门 大 道 | 横琴金融租赁总部大厦 | 横琴金融租赁总部大厦 | 港澳金融中心 | 荣 澳 道 |
| 荣 粤 道 | 广珠城际铁路金融岛站 |                      | 十 字 门 大 道 |                      |                      |              | 荣 澳 道 |
| 荣 粤 道 | 中国铁建大厦         |                      | 十 字 门 大 道 | 中大金融大厦         | 荣 港 道             |              | 荣 澳 道 |
| 荣 粤 道 | 汇通三路             | 汇通三路             | 十 字 门 大 道 | 汇通三路             | 荣 港 道             | 汇通三路     | 荣 澳 道 |
| 荣 粤 道 | 方达成大厦           |                      | 十 字 门 大 道 | 中交汇通横琴广场     | 荣 港 道             |              | 荣 澳 道 |
| 汇通二路 |                      |                      |                |                      |                      |              |          |

#### 横琴金融产业服务基地
- 中国银行横琴自由贸易区分行
- 中国建设银行珠海横琴金融街支行
- 中国农业银行珠海横琴支行
- 交通银行珠海横琴支行
- 东亚银行广东自贸试验区横琴支行
- 珠海金融投资控股集团
- 珠海产权交易中心
- 珠海市住房公积金管理中心

## 交通
十字门中央商务区可通过北部的港珠澳大桥珠海连接线及南部的横琴口岸快速通达港澳两地，广珠城轨的十字门站、金融岛站亦设站于此。

### 主要道路
- 情侣路辅路
- 银湾路
- 环岛东路
- 十字门大道

### 桥梁及隧道
- 横琴大桥
- 马骝洲隧道